# Доходный дом Сергеевых
Доходный дом Сергеевых — жилое здание с коммерческими помещениями в Выборге. Занимающий участок на углу Железнодорожной улицы и Вокзальной площади четырёхэтажный многоквартирный дом в стиле северный модерн включён в перечень памятников архитектуры.

## История
На рубеже XIX—XX веков одним из самых богатых и влиятельных выборгских предпринимателей был Фёдор Иванович Сергеев. Сын крепостного крестьянина графа Шереметьева, Фёдор Сергеев четырнадцатилетним мальчиком попал в Выборг, выучил шведский и финский языки и занялся торговлей, став купцом. Основанная Сергеевым торгово-промышленная компания, которая и поныне существует в Финляндии под названием «Oy Sergejeff Ab», включала, в том числе, пароходство, мануфактуры, вела торговлю нефтью, хлебом и фруктами. Большую роль в выборгской экономике играли созданные Ф. И. Сергеевым пивоваренный завод и табачная фабрика (крупнейшее предприятие Выборга на 1910 год). Выстроенный Ф. И. Сергеевым особняк стал городской достопримечательностью, получив прозвище «Дворец рококо». К началу XX века участниками управления предприятиями коммерции советника Ф. И. Сергеева стали его сыновья Александр и Павел, а также шурин Николай Бояринов. Оптовая фирма «Сыновья Ф. Сергеева и К°», основанная в 1899 году, приобрела участок на углу формировавшейся Вокзальной площади, заказав в 1906 году выборгскому архитектору П. Уотиле проект доходного дома, в котором разместились контора фирмы и квартиры её владельцев, переехавших из особняка Ф. И. Сергеева.
Построенное в 1907—1908 годах четырёхэтажное здание обращено к набережной Большого Ковша симметричным фасадом, оформленным в стиле финского национального романтизма. Некоторые исследователи относят его к югендстилю — разновидности модерна, для которой характерно использование орнаментов, изогнутых линий и композиционной асимметрии. В других исследованиях отмечается влияние идей Венского сецессиона: важным декоративным элементом оформленного парными трёхэтажными эркерами фасада с фризами и лепными рельефами, на уровне первого этажа облицованного резным гранитным камнем, была возвышавшаяся над крышей центральная башенка с шаровидным куполом, очень напоминающим главное украшение дома сецессиона — объекта мирового архитектурного наследия. В башне были устроены круглые чердачные слуховые окна: одно с фасадной стороны и два с боковых. Парные эркеры под башней в центральной части полукруглые, а эркеры с парными окнами на боковых флангах фасада — плоские. На центральной части фасада под башней было нанесено название фирмы на финском языке: «F. Sergejeffin pojat ja kump.». Такая же надпись, украшенная символом торговли — жезлом Меркурия — и в настоящее время видна на портале парадного входа. Одновременно с основным был выстроен дворовый корпус (дом 4а), одним из фасадов выходящий на перрон железнодорожного вокзала. Его фасадный декор более скромный. Попасть в него можно через боковой арочный проезд на первом этаже основного корпуса.
Некоторое время спустя после завершения строительства дома напротив него была устроена автобусная остановка, а позже и первый в Финляндии автовокзал. Для удобства пассажиров декоративная башенка была переделана в часовую: круглый проём слухового окна занял циферблат.
Здание получило повреждения в результате советско-финских войн (1939—1944) и в ходе послевоенного ремонта утратило выразительность, так как лишилось акцентировавшей фасад часовой башенки. Несмотря на перепланировки, сохранились первоначальные лестницы (овальные монолитные, мозаичные — в центральной и восточной части здания и прямоугольная в плане — в западной части).
В соответствии с генеральным планом города, предусматривающим брандмауэрную застройку квартала многоквартирными домами, в 1911—1912 годах к дому было пристроено здание компании «SOK». Вместе с тем, в связи с незавершённостью застройки Вокзальной площади заметной частью её композиции более века остаётся обширный брандмауэр доходного дома Сергеевых, используемый для размещения наружной рекламы и агитации (например, в 1930-х годах на нём можно было увидеть рекламу обуви фирмы «Nokia», а в 1970-х — 1980-х годах на нём последовательно располагались большие портреты Л. И. Брежнева и В. И. Ленина).

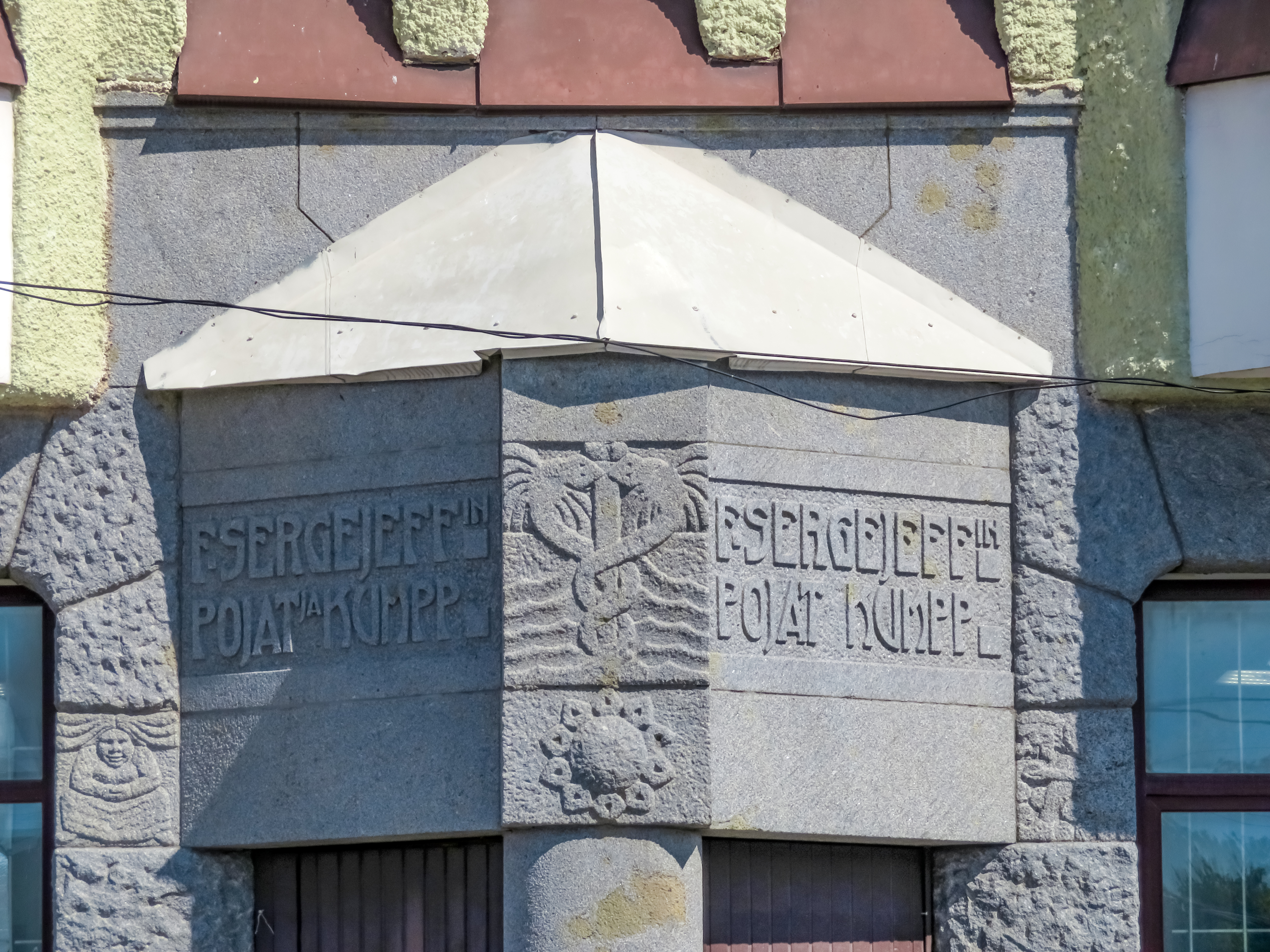
Надпись на портале парадного входа
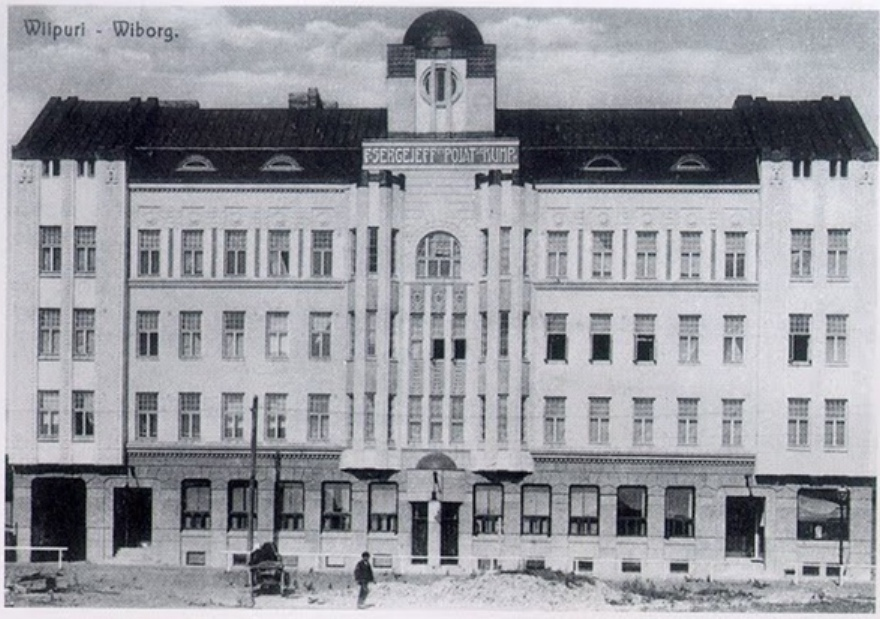
Дом Сергеевых по завершении строительства
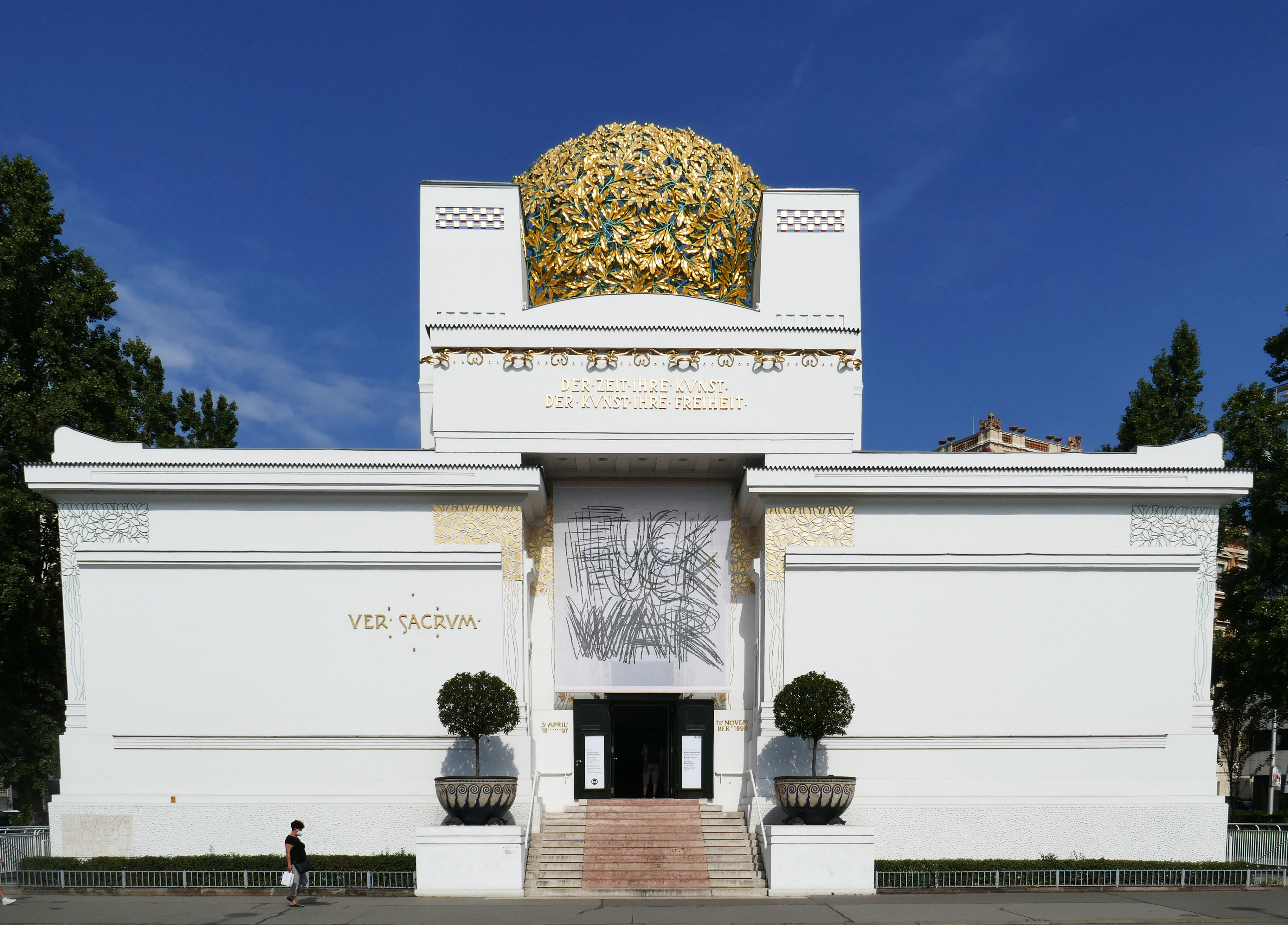
Дом сецессиона
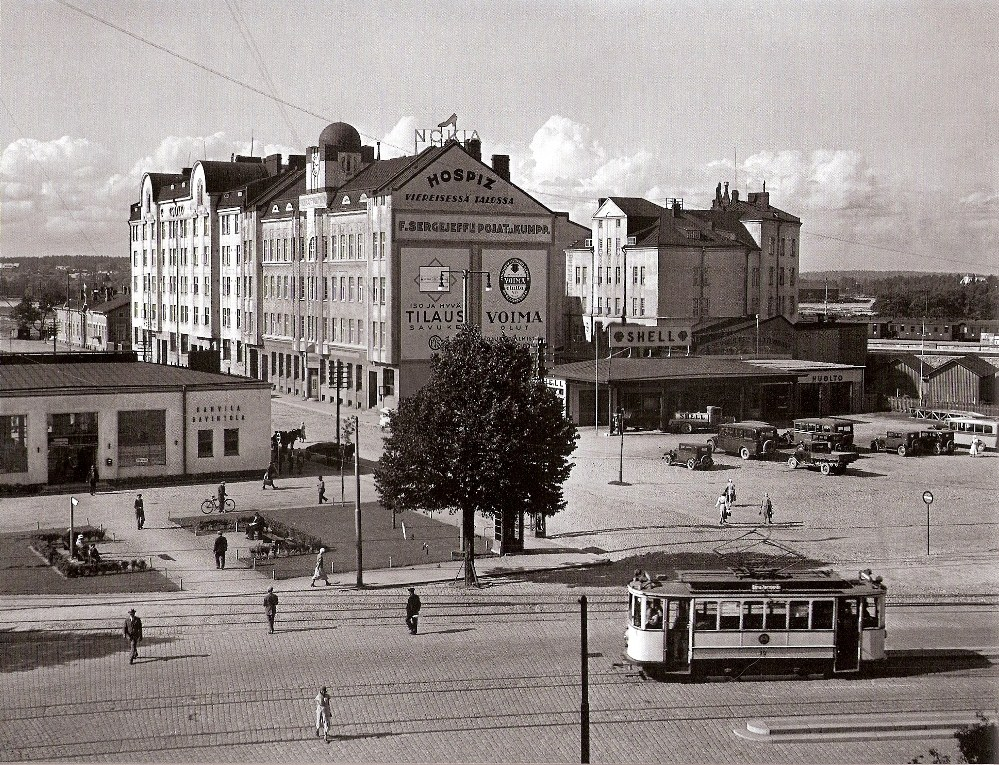
Вид на дом Сергеевых в 1930-х годах. В верхней части брандмауэра — реклама обувной фабрики «Nokia».
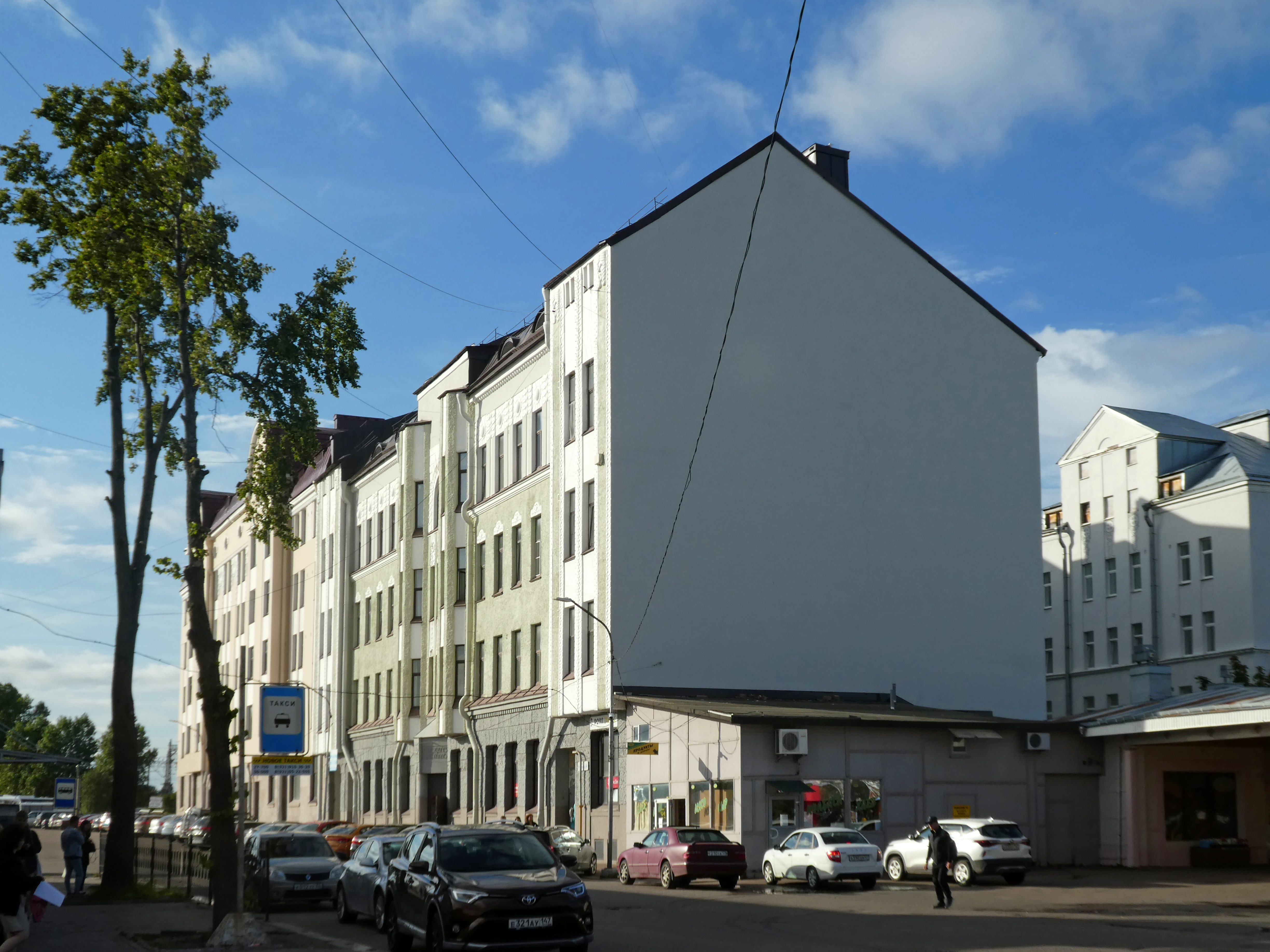
Вид на дом Сергеевых в 2023 году
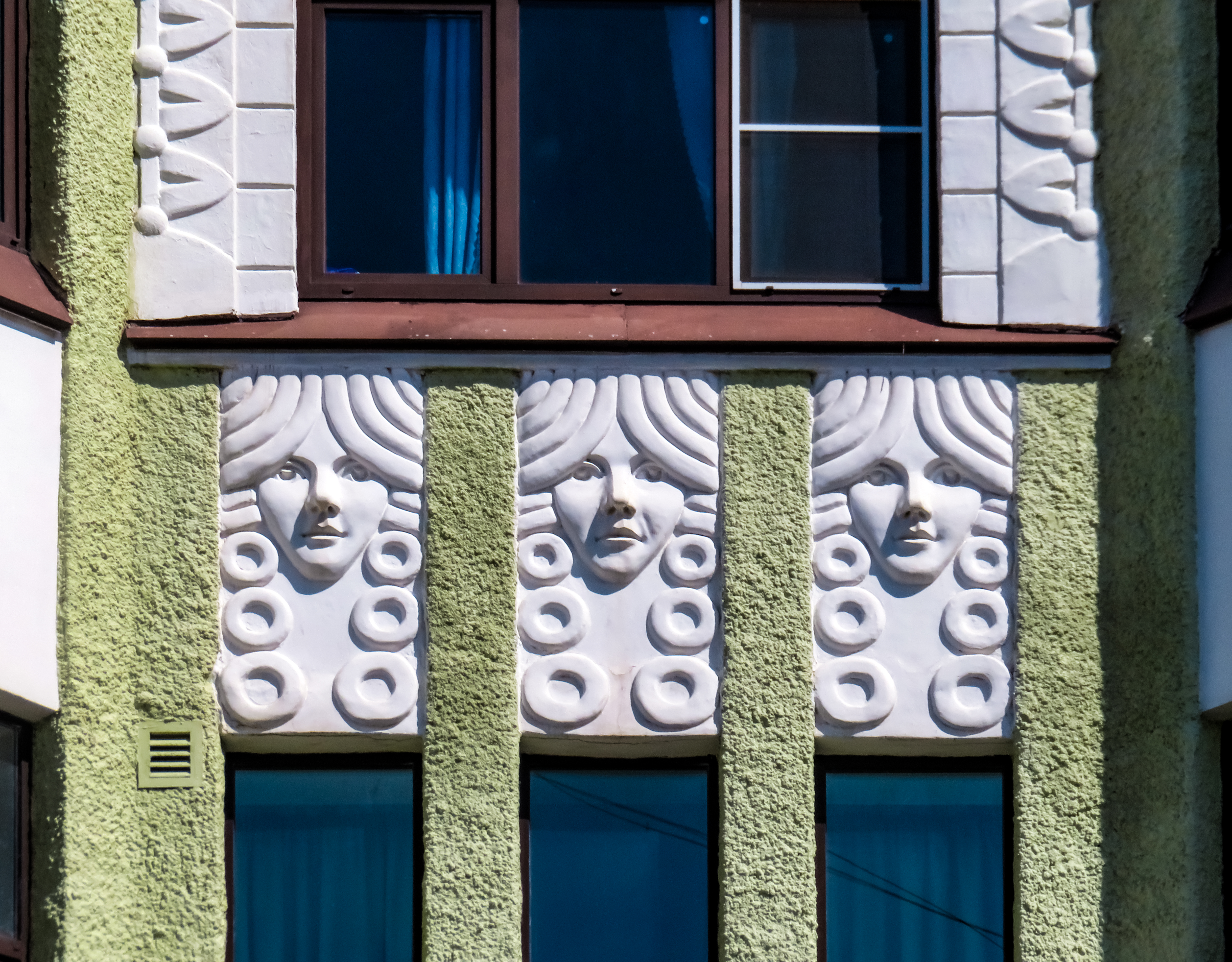
Барельефы на фасаде